# Reba McEntire (album)
Reba McEntire è il primo album in studio della cantante di musica country statunitense Reba McEntire, pubblicato nel 1977.

## Tracce
Side 1
1. Glad I Waited Just for You – 2:55 (Royce Porter, Bucky E. Jones)
2. One to One – 2:40 (Jerry Foster, Bill Rice)
3. Angel in Your Arms – 2:51 (Terry Woodford, Clayton Ivey, Tommy Brasfield)
4. I Don't Want to Be a One Night Stand – 2:59 (Layng Martine Jr.)
5. I've Waited All My Life for You – 2:59 (Foster, Rice)
6. I Was Glad to Give My Everything to You – 2:10 (Ruby Hice, Danny Hice)

Side 2
1. Take Your Love Away – 2:24 (Randy Sharp)
2. (There's Nothing Like the Love) Between a Woman and a Man – 2:54 (R Hice, D Hice)
3. Why Can't He Be You – 3:34 (Hank Cochran)
4. Invitation to the Blues – 3:27 (Roger Miller)
5. Right Time of the Night – 2:37 (Peter McCann)